# 서른 즈음에
〈서른 즈음에〉는 강승원이 작사, 작곡하고 김광석이 부른 노래다. 김광석이 1994년 발표한 4집 수록곡 중 하나로 장르는 포크이다. 이 노래는 같은 제목으로 24곡이 나올 만큼 수많은 가수들이 리메이크를 했다. 2007년에는 이 노래가 음악 평론가들에게서 최고의 노랫말로 선정되었다. 타이거 JK는 《김광석 12주기 추모 공연》에서 자신의 곡 <엄지손가락>이 이 노래를 듣고 만든 곡임을 밝히기도 했다.

## 가사
또 하루 멀어져 간다
내뿜은 담배 연기처럼
작기만한 내 기억 속에
무얼 채워 살고 있는지
점점 더 멀어져 간다
머물러 있는 청춘인 줄 알았는데
비어가는 내 가슴 속엔
더 아무 것도 찾을 수 없네
계절은 다시 돌아 오지만
떠나간 내 사랑은 어디에
내가 떠나 보낸 것도 아닌데
내가 떠나 온 것도 아닌데
조금씩 잊혀져 간다
머물러 있는 사랑인 줄 알았는데
또 하루 멀어져 간다
매일 이별하며 살고 있구나
매일 이별하며 살고 있구나
점점 더 멀어져 간다
머물러 있는 청춘인 줄 알았는데
비어가는 내 가슴 속엔
더 아무 것도 찾을 수 없네
계절은 다시 돌아 오지만
떠나간 내 사랑은 어디에
내가 떠나 보낸 것도 아닌데
내가 떠나 온 것도 아닌데
조금씩 잊혀져 간다
머물러 있는 사랑인 줄 알았는데
또 하루 멀어져 간다
매일 이별하며 살고 있구나
매일 이별하며 살고 있구나

## 같이 보기
- 〈이등병의 편지〉
- 〈먼지가 되어〉